# ArcelorMittal
ArcelorMittal (Euronext: MT

, NYSE: MT, BME: MTS

) er verdens største stålproducent. Selskabet blev stiftet i juni 2006 gennem en fusion af den franske stålproducent Arcelor og det oprindelige indiske Mittal Steel. Selskabet har sit hovedkontor i Luxemburg og ledes af den indiskfødte administrerende direktør Lakshmi Niwas Mittal, som er virksomhedens dominerende ejer. 
Arcelor opstod gennem en fusion mellem Aceralia (Spanien), Usinor (Frankrig) og Arbed (Luxemburg) i 2001.

## Links
- Arcelor Mittal WebTV Arkiveret 12. januar 2011 hos  Wayback Machine
- Arcelor Mittal nomineret til Public Eye Awards i 2010 Arkiveret 4. februar 2010 hos  Wayback Machine